# Гаррі Мікінг
Гаррі Мікінг (англ. Harry "Hurricane Howie" Meeking, 4 листопада 1894, Кіченер — 13 грудня 1971) — канадський хокеїст, що грав на позиції крайнього нападника.
У 1925 році, граючи за клуб «Вікторія Кугуарс», став володарем Кубка Стенлі.

## Ігрова кар'єра
Хокейну кар'єру розпочав 1917 року виступами за команду «Торонто Аренас» в НХЛ.
Протягом професійної клубної ігрової кар'єри, що тривала 11 років, захищав кольори команд «Торонто Аренас», «Детройт Кугарс» та «Бостон Брюїнс».
Загалом провів 63 матчі в НХЛ.

## Статистика
| Сезон        | Клуб                 | Ліга         | Регулярний сезон | Регулярний сезон | Регулярний сезон | Регулярний сезон | Регулярний сезон | Плей-оф | Плей-оф | Плей-оф | Плей-оф | Плей-оф |
| Сезон        | Клуб                 | Ліга         | І                | Г                | П                | О                | ШХ               | І       | Г       | П       | О       | ШХ      |
| ------------ | -------------------- | ------------ | ---------------- | ---------------- | ---------------- | ---------------- | ---------------- | ------- | ------- | ------- | ------- | ------- |
| 1917–18      | «Торонто Аренас»     | НХЛ          | 20               | 10               | 0                | 10               | 19               | —       | —       | —       | —       | —       |
| 1918–19      | «Торонто Аренас»     | НХЛ          | 14               | 9                | 3                | 12               | 22               | —       | —       | —       | —       | —       |
| 1920–21      | «Вікторія Кугуарс»   | ТОХА         | 24               | 13               | 2                | 15               | 15               | —       | —       | —       | —       | —       |
| 1921–22      | «Вікторія Кугуарс»   | ТОХА         | 24               | 2                | 4                | 6                | 33               | —       | —       | —       | —       | —       |
| 1922–23      | «Вікторія Кугуарс»   | ТОХА         | 28               | 17               | 9                | 26               | 39               | —       | —       | —       | —       | —       |
| 1923–24      | «Вікторія Кугуарс»   | ТОХА         | 29               | 8                | 6                | 14               | 28               | —       | —       | —       | —       | —       |
| 1924–25      | «Вікторія Кугуарс»   | ЗКХЛ         | 28               | 12               | 2                | 14               | 28               | —       | —       | —       | —       | —       |
| 1925–26      | «Вікторія Кугуарс»   | ЗКХЛ         | 20               | 1                | 1                | 2                | 20               | —       | —       | —       | —       | —       |
| 1926–27      | «Детройт Кугарс»     | НХЛ          | 6                | 0                | 0                | 0                | 4                | —       | —       | —       | —       | —       |
| 1926–27      | «Бостон Брюїнс»      | НХЛ          | 23               | 1                | 0                | 1                | 6                | —       | —       | —       | —       | —       |
| 1927–28      | «Нью Гевн Іглс»      | КАХЛ         | 39               | 9                | 6                | 15               | 51               | —       | —       | —       | —       | —       |
| 1928–29      | «Філадельфія Ерроус» | САХЛ         | 38               | 5                | 1                | 6                | 70               | —       | —       | —       | —       | —       |
| Усього в НХЛ | Усього в НХЛ         | Усього в НХЛ | 63               | 20               | 3                | 23               | 61               | —       | —       | —       | —       | —       |